# Partenopeu
Partenopeu, na mitologia grega, é um dos Sete Contra Tebas. Na maioria das versões, sua mãe é Atalanta; o nome do pai, assim como do avô materno, varia conforme a versão do mito.
Ele pode ser:
- filho de Atalanta com Melanion ou Ares[1]
- filho de Meleagro com Atalanta, filha de Iásio[2][3]
- filho de Atalanta, filha de Schoeneus[4]
- filho de Talau[5][6] ou filho de Melanion[7]

Ele foi um dos Sete Contra Tebas, e morreu na guerra. Seu filho foi um dos Epígonos.